# Der Schatten des Windes
Der Schatten des Windes ist ein Roman des spanischen Schriftstellers Carlos Ruiz Zafón (1964–2020). Er wurde 2001 auf Spanisch unter dem Titel La sombra del viento und 2003 im Suhrkamp Verlag in der Übersetzung von Peter Schwaar erstmals auf Deutsch veröffentlicht. Er stand in Spanien über drei Jahre auf den Bestsellerlisten, in Deutschland zwei Wochen lang im Jahr 2003 auf dem Platz 1 der Spiegel-Bestsellerliste. Der Roman wurde in 36 Sprachen übersetzt und rund 15 Millionen Mal verkauft.
Im Mittelpunkt der Handlung stehen Jugend und frühe Erwachsenenzeit von Daniel Sempere in Barcelona (Katalonien, Spanien) in der Zeit von 1945 bis 1966. Daniel, Sohn eines Buchhändlers, stößt 1945 auf ein ihn faszinierendes Buch und auf seinen merkwürdigerweise fast unbekannten Autor, über den er zunächst gelegentliche und dann immer systematischere Nachforschungen anstellt.
In der schrittweise von Daniel aufgedeckten Lebensgeschichte des Autors, Julián Carax, verbinden sich moralischer Verfall und ungesühnte Verbrechen aus der Zeit um 1920 mit den Verbrechen aus der Zeit des spanischen Bürgerkriegs nach 1936 und der Franco-Diktatur nach 1945. Diese Schatten begleiten und beherrschen die Protagonisten über die Generationen hinweg – bis sie sich mit ihnen aktiv auseinandersetzen.

## Handlung
Die folgende Zusammenfassung der Handlungsstränge folgt nicht der verschachtelten Komposition, sondern beschreibt die Handlung, die einzelnen Personen betreffend, weitgehend chronologisch.
Der zehn Jahre alte Daniel Sempere aus Barcelona wird während der Franco-Ära von seinem Vater, einem Buchhändler, mit dem Daniel allein lebt, zu einer verborgenen Bibliothek, dem „Friedhof der Vergessenen Bücher“ geführt. Er darf sich ein Buch heraussuchen und wählt den Roman Der Schatten des Windes des unbekannten Autors Julián Carax. Ruiz Zafóns gleichnamiger Roman erzählt vom Leben dieses Autors, von der Entstehung seines Romans und von der Suche Daniels nach dem Autor und der Lösung der Rätsel.
Von dem Buchhändler Gustavo Barceló erfährt Daniel, dass alle Exemplare des Buches bis auf dieses eine verbrannt worden seien. Daniel lernt Barcelós blinde Nichte Clara kennen, in die er sich verliebt und der er das Buch schenkt. Bald darauf wird er von einem merkwürdigen, vermummten Fremden nach dem Buch gefragt. Daraufhin will Daniel das Buch von Clara zurückholen, ertappt sie aber nackt mit ihrem Klavierlehrer, der den Jungen verprügelt und aus dem Haus wirft.
Vor dem Haus trifft er auf Fermín Romero de Torres, einen ehemaligen Geheimdienstmitarbeiter, der auf der Straße lebt und überraschend gebildet und eloquent ist. Sein Potential wird von Daniel entdeckt, woraufhin er von Daniels Vater in der Buchhandlung beschäftigt wird, um seltene Bücher aufzuspüren. Außerdem wird er Daniels Freund und hilft ihm bei seinen  Nachforschungen über den Autor Julián Carax. Dabei zeigt sich, dass Fermín von Francisco Javier Fumero, einem opportunistischen und brutalen Polizeiinspektor, gesucht wird, der in der Zeit des Bürgerkriegs auch Clara Barcelós Vater ermordet hat.
Einige Jahre später, 1954, sieht Daniel Beatriz wieder, die Schwester seines besten Freundes Tomás Aguilar. Trotz ihrer Verlobung mit einem Leutnant treffen und verlieben sie sich. Beatriz unterstützt ihn mit Details aus Julián Carax’ Leben und beide finden schließlich in der verlassenen Villa der ehemaligen Industriellenfamilie Aldaya die Gruft mit dem Grab von Julián Carax’ jugendlicher Geliebter Penélope Aldaya und ihrem gemeinsamen totgeborenen Kind David. Penélope war Jahrzehnte zuvor nach der Geburt ihres Sohnes verblutet, weil ihr Vater sie zur Verheimlichung des mehrfachen Skandals nicht ärztlich versorgen ließ: denn Penélope war erst siebzehn Jahre alt, nicht verheiratet und die Halbschwester ihres Geliebten.
Juliáns Mutter, Sophie Carax, war mit neunzehn aus Paris nach Barcelona gekommen. Sie lernte Don Ricardo Aldaya kennen, mit dem sie eine Affäre begann und von dem sie schließlich schwanger wurde. Gegen seinen Willen wollte sie das Kind behalten, und sie heiratete den Hutmacher Antoni Fortuny, der sie schon lange umworben hatte. Ricardo Aldaya kümmert sich schließlich doch um seinen unehelichen Sohn Julián und bezahlt ihm einen Platz in der renommierten San-Gabriel-Schule. Julián, der nicht weiß, dass Don Ricardo sein Vater ist, befreundet sich mit dessen Sohn Jorge und lernt Penélope kennen, Jorges Schwester – und seine Halbschwester. Penélope und Julián fühlen sich füreinander bestimmt und verlieben sich – vom Hass und der Eifersucht des Javier Fumero verfolgt. Als Sohn des Hausmeisters wird Javier Fumero von den privilegierten und elitären Schülern der San-Gabriel-Schule gehänselt und verprügelt. Eine Gruppe von Schülern um Julián Carax hingegen macht sich das Klassenbewusstsein jener Zeit nicht zu eigen und akzeptiert Javier Fumero freundschaftlich.
Die Liebe zwischen Julián und Penélope wird von ihrer Mutter entdeckt und die geplante gemeinsame Flucht nach Paris dadurch vereitelt, dass Penélope von ihrem tobenden Vater in ihr Zimmer eingesperrt und dem Vergessen überlassen wird. Julián flieht allein und erfährt erst viel später, dass sie nicht freiwillig zurückblieb und dass sie ein gemeinsames Kind hatten. In Paris beginnt Julián Carax, Romane zu schreiben, die veröffentlicht werden, obwohl sie sich immer wieder als Ladenhüter herausstellen: Die Druckkosten bezahlt heimlich Miquel Moliner, ein Freund und reicher Erbe aus der gemeinsamen Schulzeit. Ende 1935 wird so auch der Roman Der Schatten des Windes veröffentlicht.
Jorge Aldaya, Penélopes Bruder, plant Jahre nach ihrem Tod zusammen mit seinem ehemaligen Klassenkameraden und inzwischen einflussreichen und blutrünstigen Polizeioffizier Javier Fumero die Ermordung Juliáns in einem Duell. Aber Jorge stirbt durch seine eigene von Fumero manipulierte Pistole, und Julián, in der Hoffnung Penélope wiederzusehen, reist nach Barcelona, wo er bereits von Fumero erwartet wird.

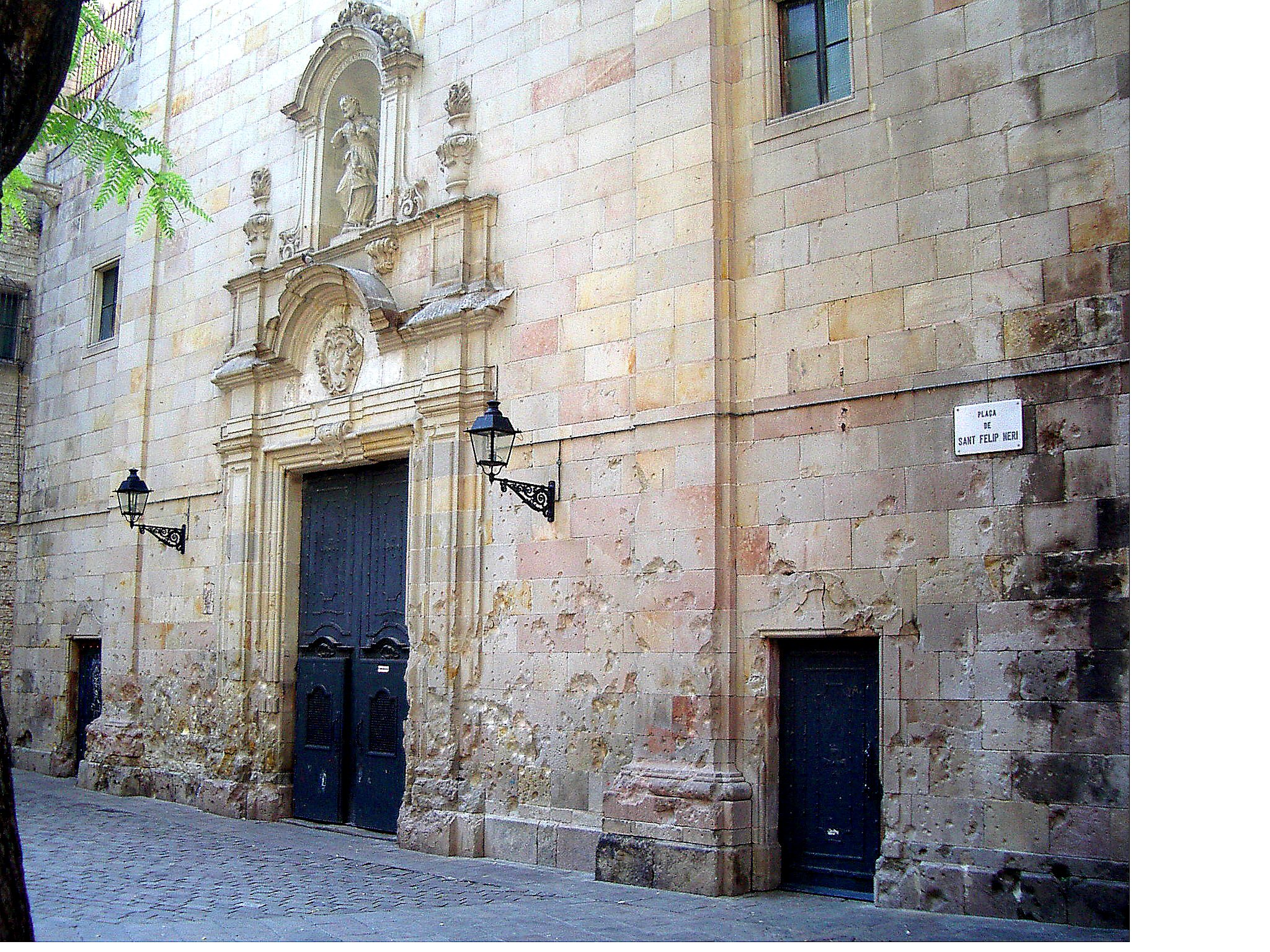
Im Roman werden zahlreiche Straßen, Gebäude und Plätze Barcelonas erwähnt. Bei der Kirche Sant Felip Neri im Barri Gòtic lebt die Romanfigur Nuria Montfort.

Julián trifft in Barcelona seinen schwer erkrankten Freund Miquel Moliner wieder, der von Fumeros Agenten an Juliáns Stelle erschossen wird. Auf der Spur der Aldayas findet Julián die Gräber von Penélope und David in dem seit Jahren verlassenen Anwesen ihrer Familie. Er gibt sich die Schuld am Tod seiner Geliebten und ihres Kindes und beschließt, seine Existenz und ihre literarischen Spuren auszulöschen. Er steckt das Bücherlager seines Verlages in Brand, doch sein versuchter Selbstmord misslingt und er überlebt völlig entstellt mit schwersten Verbrennungen. Nach einer langen Phase der Erholung beginnt er unter dem Namen „Laín Coubert“, einer Figur aus seinem Roman Der Schatten des Windes, seine Romane zu verbrennen, wo er ihrer habhaft werden kann. Die ihn pflegende Verlagsmitarbeiterin Nuria Montfort durchkreuzt seine Selbstauslöschung, indem sie ein Exemplar jedes Romans im „Friedhof der Vergessenen Bücher“ versteckt – eines davon entdeckt Daniel dann Jahre später.
Auch die Liebe zwischen Daniel und Beatriz wird wie die zwischen Julián und Penélope entdeckt. Beatriz flieht aus dem Elternhaus und versteckt sich in der inzwischen schon lange verlassenen und leerstehenden Villa der Aldayas, wo sie auf Julián Carax trifft. Daniel, der Beatriz in der Aldaya-Villa sucht, führt damit unabsichtlich auch Inspektor Fumero zu Julián Carax. Fumero will Julián erschießen, aber dank Daniels Hilfe und des zögerlichen Eingreifens eines Mitarbeiters von Fumero wird schließlich dieser von Julián Carax getötet.
Daniel überlebt trotz der schweren Schussverletzung und heiratet schließlich Beatriz. Sie bekommen einen Sohn, den sie Julián nennen. Zehn Jahre später erhält Daniel ein ihm und Beatriz gewidmetes Manuskript – Julián Carax hat wieder angefangen zu schreiben und Barceló, der Buchhändler, gründet einen Verlag, der die Werke von Carax herausgeben will – Anfänge neuer Geschichten.

## Erzählweise
Zafón erzählt in Der Schatten des Windes „eine Geschichte von einsamen Menschen, von Abwesenheiten und Verlust“, wie Daniel es einmal formuliert: Abwesenheit und Verlust eines Gebirges der Kultur im „Friedhof der Vergessenen Bücher“, Abwesenheit und Verlust von Daniels Mutter, von Claras Vater, von Freunden und Geliebten. Die Kraft der gemeinsamen Erinnerung und die Hartnäckigkeit, von der sie lebt, sind daher die Hauptthemen des Romans. Der Schatten des Windes ist ein historischer Roman, der dem Genre der Historiografischen Metafiktion angehört.
Die Geschichte Daniel Semperes ist ein Obertext, von dem aus nahezu regelmäßig und immer raumgreifender Nebenfiguren aus einer Zeit (etwa 1914–1935) vor der Geburt Daniels erzählen. In „seinen“ Abschnitten erzählt Daniel als Ich-Erzähler Daniel mit Ironie und Selbstironie, mit Metaphern und Zeugmata erlebnisnah, während in den historischen Exkursen (zusammen mehr als ein Drittel des Romans und der letzte im Umfang von einhundert Druckseiten!) eine faktenorientierte Darstellung der Neben-Erzähler dominiert. Diese  liefern bis in die erzählte Zeit der Hauptfigur die Facetten zum Bild der Hintergründe der Ereignisse und sind stilistisch weitgehend einheitlich gestaltet. Die peu à peu zugänglichen Fakten sind nach dem Vorbild von Eduardo Mendozas La verdad sobre el caso Savolta (1975) wie in einem Kriminalroman montiert und ergeben erst vom Ende des Romans betrachtet die Erklärung für die Verwicklungen.
Diese Doppelstruktur aus Obertext und zahlreichen Exkursen wird durch eine Textur analoger Ereignisse miteinander mystisch verbunden: Ähnlichkeiten in den  um etwa vierzig Jahre versetzten Lebensläufen von Daniel und Julián, die charakterliche Ähnlichkeit zwischen Julián und Daniel, die Suche von Julián und Clara nach ihren Vätern, das Auftreten des Bücher vernichtenden Teufels, die Jungenfreundschaft, die mit der Liebe zur Schwester des Freundes endet, erste sexuelle Erfahrungen und die Katastrophe ihrer Entdeckung und der umwegreiche, aber längst nicht mehr zufällige Übergang von Juliáns Füller an Daniel.
Der Eindruck einer erstaunlichen Wiederholung der Ereignisse wird zusätzlich durch die wie beiläufig eingestreute Vorherbestimmung der Protagonisten verstärkt: So hat Daniel die Gewissheit, dass das die Ereignisse in Gang setzende Buch „seit Jahren, wahrscheinlich seit der Zeit vor meiner Geburt, hier auf mich gewartet hat.“ Auch Daniels Freundin Beatriz sagt: „Ich glaube, nichts geschieht aus Zufall. Im Grunde hat alles seinen geheimen Plan, auch wenn wir ihn nicht verstehen.“ Und Jacinta, die Kinderfrau der Aldayas, meint: „Niemand hatte es bemerkt, aber wie immer war das Maßgebliche bereits entschieden, bevor die Geschichte auch nur begonnen hatte.“
Diese Textur der Analogien, der Identitäten und des Fatalismus vermittelt den Eindruck einer überwältigenden Macht des Schicksals in einer männlich dominierten Gesellschaft, welche die Protagonisten auch nach vierzig Jahren noch zu einer Wiederholung der Geschichte zwingen kann. Der Zwang zur Wiederholung wird erst am Ende durch eine Koalition der Mutigen beendet, die gemeinsam den Tod des Henkers und die Heirat der Liebenden bewirken: Ein nicht-terroristischer Polizist, ein nachsichtiger Pater, ein verfolgter und sich selbst verfolgender Autor, ein beredter Geheimdienstmitarbeiter und die auf ihre Zukunft vertrauenden Liebenden treten zusammen dem Verbrechen und der Politik des Vergessens gegenüber und sprengen hierdurch das Kontinuum der Wiederholungen.

## Historischer Kontext
Der Roman ist Teil der spanischen Erinnerungs-Debatte. Als in den 1980er Jahren während der Transición ein ungeschriebenes Gesetz der Verschwiegenheit über die eigene Vergangenheit in der Kultur vorherrschte, äußerten viele Künstler ihre Kritik an der Militärdiktatur Francos versteckt durch fiktional-historische Romane, die Elemente des Kriminalromans aufwiesen. Obwohl in den 1990er Jahren ein sozial-realistischer Stil bei Erinnerungsthemen in der Literatur bedeutend wurde, lebte die Schreibkultur der 1980er Jahre zu Beginn des neuen Jahrtausends wieder auf. Hier lässt sich auch Ruiz Zafóns La sombra del viento einordnen. Zu Beginn der 2000er Jahre regten einige Ereignisse, wie der Prozess gegen den chilenischen Ex-Diktatur Augusto Pinochet, die Bemühungen um die Exhumierung Federico García Lorcas aus einem Massengrab oder die öffentliche Auseinandersetzung mit der ETA, die Debatte um die spanische Vergangenheit wieder an. Sie führten zum 2007 verabschiedeten Ley de Memoria Histórica, einem Gesetz, das die Opfer der franquistischen Gewaltherrschaft anerkennt und die Diktatur öffentlich als solche benennt.
Außer auf die Namen tragenden Opfer wird im Roman auch auf die unzähligen Namenlosen hingewiesen, die während des Bürgerkriegs und während der jahrzehntelangen Rache des siegreichen Franquismus verschwanden. Dieser Terror und seine Politik des Vergessens prägen immer wieder den Lebensweg der Romanfiguren. Hier berühren sich der frühere autoritäre Konservatismus des spanischen Bürgertums und der spätere franquistische Terrorismus: Die Gewalt personifiziert sich sowohl im heuchlerischen Patriarchen Aldaya als auch in Javier Fumero, einem wendigen Killer und Henker der Franco-Diktatur. Etwa vierzig Jahre nach Julians und Penelopes Geburt beginnt Daniel seine Nachforschungen – etwa vierzig Jahre (von 1936 bis 1977) haben auch Bürgerkrieg und Franco-Diktatur die Rekonstruktion der Lebensläufe der Verschwundenen verhindern können.
Die meisten Figuren des Romans sind regimekritisch. Fermín etwa, der ehemalige republikanische Geheimdienstmitarbeiter, oder Nuria, die ihre eigene Vergangenheit im Bürgerkrieg als Oppositionelle schildert. Im gesamten Roman kommen Nebenfiguren vor, die sich politisch links positionieren. Als regimetreu werden lediglich Fumero und seine Helfer und der Vater von Daniels Geliebter Beatriz Aguilar dargestellt. Der Roman ist anti-franquistisch. Der Gegensatz zwischen dem Guten und dem Bösen stellt ein zentrales Thema darin dar.
Vor dem Hintergrund dieser größten Verheerung der spanischen Gesellschaft in ihrer ganzen bisherigen Geschichte kann der Roman auch gelesen werden als eine Ermutigung, das Schicksal dieser Hunderttausende genau so zu erhellen wie das der wenigen Protagonisten im Zentrum des Romans: „Das ist wie die Gezeiten, wissen Sie“, heißt es an einer Stelle des Romans, „die Barbarei […] zieht ab und man hält sich für gerettet, aber sie kommt immer wieder zurück.“ Der  Wiederholungszwang dieser Geschichte beginnt erst zu enden, als sich die Protagonisten ihr zuwenden.

## Auszeichnungen
Zafóns Roman wurde 2004 im Rahmen der ZDF-Serie Unsere Besten auf Platz 16 der Lieblingsbücher der Deutschen gewählt. Ein Jahr später gewann die englischsprachige Übersetzung in den USA den Barry Award als bester Erstlingsroman. Joschka Fischer und Elke Heidenreich lobten den Roman.

## Fortsetzungen
Der Roman ist als erster Teil einer insgesamt 4-teiligen Serie angelegt.
Der Fortsetzungsroman Das Spiel des Engels (El juego del ángel), der die Vorgeschichte zu Der Schatten des Windes erzählt, erschien im April 2008 in Spanien und im November 2008 in deutscher Übersetzung im Verlag S. Fischer. Der dritte Band, El prisionero del cielo, erschien 2011 in Spanien und als deutsche Ausgabe im Oktober 2012 unter dem Titel Der Gefangene des Himmels ebenfalls bei S. Fischer. Der abschließende Band El laberinto de los espίritus erschien 2016 im spanischen Original und unter dem Titel Das Labyrinth der Lichter 2017 in deutscher Übersetzung.

## Ausgaben
- Carlos Ruiz Zafón: Der Schatten des Windes. Roman. Suhrkamp, Frankfurt am Main (2003) 2005 (= suhrkamp taschenbuch. Band 3800), ISBN 3-518-45800-0.
- Carlos Ruiz Zafón: Der Schatten des Windes. Hörspiel. Der Hörverlag, München 2006, ISBN 3-89940-745-8 (2 CDs)
- Carlos Ruiz Zafón: Der Schatten des Windes. Hörbuch. Hoffmann und Campe, Hamburg 2004, ISBN 3-455-30362-5 (7 CDs, gekürzte Fassung)
- Carlos Ruiz Zafón: La sombra del viento. Planeta, Barcelona 2001; Neuausgabe ebenda 2005, ISBN 84-08-04364-1